# Anders Rudesten
Anders Rudesten, född 18 december 1957, död 1 augusti 1978, var gitarrist i det svenska punkbandet New Bondage. Han avled av magsår.